# Hercostomus xizangensis
Hercostomus xizangensis är en tvåvingeart som beskrevs av Yang 1996. Hercostomus xizangensis ingår i släktet Hercostomus och familjen styltflugor. Inga underarter finns listade i Catalogue of Life.